# Mecé
Mecé é uma comuna francesa na região administrativa da Bretanha, no departamento Ille-et-Vilaine. Estende-se por uma área de 15,76 km². Em 2010 a comuna tinha 623 habitantes (densidade: 39,5 hab./km²).